# إليري سيدغويك
إليري سيدغويك (بالإنجليزية: Ellery Sedgwick) هو كاتب وصحفي أمريكي، ولد في 27 فبراير 1872 في نيويورك في الولايات المتحدة، وتوفي في 21 أبريل 1960 في واشنطن العاصمة في الولايات المتحدة.